# Batman and Robin (serial cinematografico)
Batman and Robin è un serial cinematografico del 1949 diretto da Spencer Gordon Bennet. Composto da 15 episodi e prodotto dalla Columbia Pictures, rappresenta il sequel della precedente serie Batman del 1943. Robert Lowery interpreta Batman, mentre Johnny Duncan interpreta Robin. Altri interpreti sono: Jane Adams nella parte di Vicki Vale e Lyle Talbot nella parte del Commissario Gordon.

## Trama
Il serial vede il dinamico duo combattere contro Wizard, un cattivo incappucciato, la cui identità rimane un mistero per tutta la serie e viene svelata soltanto nell'ultimo episodio.

## Produzione
«Come d'abitudine nelle produzioni di Sam Katzman», rilevano Harmon e Glut, «il basso budget è evidente ovunque, nei tagli per abbassare le spese e nelle insufficienze». Il costume di Batman aveva un cappuccio che mal si adattava al volto dell'attore, al costume di Robin vennero aggiunte delle calze rosa, per coprire i peli sulle gambe dell'attore e dello stunt. La Batmobile, ancora una volta, viene esclusa, e al posto della Limousine utilizzata nella prima serie, il dinamico duo viaggia a bordo di una Mercury del 1949.
Diversi sono poi gli errori e le incongruenze presenti nella serie. Ad esempio il film mostra il Batsegnale proiettato in pieno giorno. Ancora, nonostante il fatto che i supereroi indossino una striscia di stoffa al posto della classica cintura piena di gadget, quando si tratta di dover fuggire, Batman estrae una fiamma ossidrica dalla cintura. A rendere la cosa più assurda, il fatto che si tratti di una normale fiamma ossidrica di dimensioni tali che sarebbe impossibile non vederla addosso all'uomo pipistrello. Harmon e Glut ipotizzano che probabilmente nel copione era indicato di usare una fiamma ossidrica di 12 cm., come quella utilizzata nei fumetti, ma nella produzione ciò venne malinterpretato, utilizzando così una normale fiamma ossidrica.

## Critica
Nonostante il budget significativamente alto, risulta leggermente inferiore a quello speso per la prima serie del 1943. Tuttavia questa serie viene generalmente considerata migliore della precedente. In particolare Lowery è considerato un Batman più credibile del suo predecessore Lewis Wilson.

## Distribuzione

### Home video
Il serial è stato distribuito in DVD nel 2005 per pubblicizzare l'uscita di Batman Begins.

## Lista degli episodi
Di seguito la lista completa degli episodi prodotti.
| n° | Titolo originale        | Prima USA      |
| -- | ----------------------- | -------------- |
| 1  | Batman Takes Over       | 26 maggio 1949 |
| 2  | Tunnel of Terror        |                |
| 3  | Robin's Wild Ride       |                |
| 4  | Batman Trapped          |                |
| 5  | Robin Rescues Batman    |                |
| 6  | Target - Robin!         |                |
| 7  | The Fatal Blast         |                |
| 8  | Robin Meets the Wizard  |                |
| 9  | The Wizard Strikes Back |                |
| 10 | Batman's Last Chance    |                |
| 11 | Robin's Ruse            |                |
| 12 | Robin Rides the Wind    |                |
| 13 | The Wizard's Challenge  |                |
| 14 | Batman vs. Wizard       |                |
| 15 | Batman Victorious       |                |